# 重庆自然博物馆
重庆自然博物馆，位于重庆市北碚区北温泉街道金华路398号，是重庆市属自然科学类博物馆。

## 简介
重庆自然博物馆的前身是民生公司总经理卢作孚创办的“中国西部科学院”。卢作孚创办中国西部科学院获得了川军领袖刘湘、刘文辉等人支持，建院资金迅速落实。1930年8月，卢作孚选定北碚作为院址。1930年9月，“中国西部科学院”在重庆北碚火焰山东岳庙成立，该院以“研究实用科学，辅助中国西部经济文化事业之发展”为宗旨。这是中国第一家也是中国西南地区唯一的民办科学院，下设理化研究所、地质研究所、生物研究所、农林研究所及博物馆、图书馆、兼善学校。在抗日战争期间，来自中国国内外的科学家来到该院，调查矿产和地质状况，考察民族习俗，采集川西南、川西北地区的动植物标本，培育和引进果木蔬畜。
抗日战争时期，内迁的中央地质调查所落户北碚的中国西部科学院。1943年夏，中国自行研制的首台机械记录式水平向地震仪问世，这是由中央地质调查所的李善邦研制的。1943年6月22日晨，该地震仪记录了成都附近一次地震。此后，李善邦在重庆北碚建造了中国抗日战争时期唯一的地震台，到抗日战争结束时共记录地震109次。
1939年，中国第一具恐龙化石骨架在云南省禄丰县沙湾东山坡出土，杨钟健将其定名为许氏禄丰龙。为了保护其安全，杨钟健带着这些化石迁往重庆。1941年春，杨钟健在重庆北碚撰写出版《许氏禄丰龙》一书，这是中国人研究恐龙的首本科学专著。1941年1月5日，许氏禄丰龙化石骨架在中国西部科学院的中央地质调查所对外公开展览，这是许氏禄丰龙首次公开展览。
1943年，中国西部科学院联络内迁重庆北碚的十多家全国性学术机关，一起组建了中国西部博物馆。翁文灏、卢作孚等13人被推举组成理事会。1945年7月，第一次理事会会议召开，聘李春昱、王家楫等26人组成设计委员会，并聘李乐元为馆长。
1950年，西南文教部接管了中国西部科学院、中国西部博物馆。1952年，改成西南人民科学馆。1953年并入西南博物院，改名为西南博物院自然博物馆。1955年，西南博物院改为重庆市博物馆。1981年，四川省人民政府在重庆市博物馆加挂“四川省重庆自然博物馆”牌子。1991年，重庆自然博物馆独立建制。
1981年，位于北碚区文星湾的重庆自然博物馆北碚陈列馆对外开放。2013年，北碚陈列馆停止对外开放，其中存放的全部古生物化石迁至位于北碚的重庆自然博物馆新馆。2015年11月9日，重庆自然博物馆新馆正式对公众免费开放。
2017年，在中国博物馆协会、中国文物报社主办的“第十四届全国博物馆十大陈列展览精品推介活动”中，重庆自然博物馆的“地球·生物·人类——重庆自然博物馆基本陈列”获得“全国十大陈列展览精品奖”。同时，重庆自然博物馆还被中国博物馆协会评为第三批国家一级博物馆。
重庆自然博物馆藏品共70000多件，包括地矿古生物、动物、植物标本，数量居中国同类博物馆第一位，其中珍稀动植物标本占全国此类标本四分之一以上。其中有世界最早的原始哺乳动物化石，四川地区特有的褶鳞鱼化石，世界中生代化石里年代最早的化石——中国古鳖。

## 中国西部科学院旧址

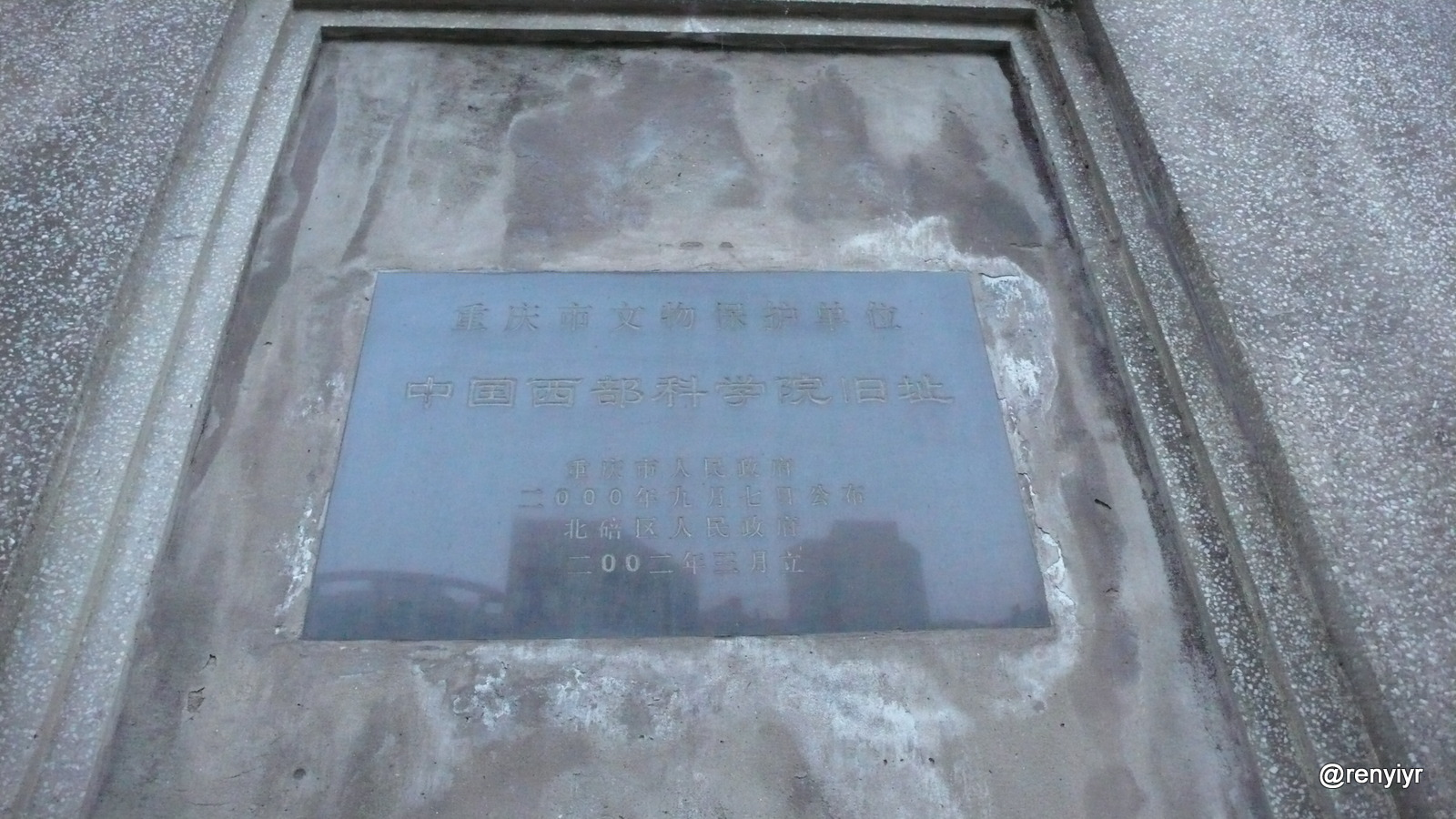
中国西部科学院旧址

中国西部科学院旧址位于重庆市北碚区文星湾42号，是中国西部科学院的旧址。1930年中国西部科学院在北碚创办。1934年，院部和理化研究所迁至文星湾。现存文物点包括惠宇楼、地质楼、地磁测点、卢作孚旧居等。
1992年3月19日，列为第二批重庆市文物保护单位。1996年9月16日，公布为第四批四川省文物保护单位。2000年9月7日，公布为第一批重庆市文物保护单位。2006年5月25日，公布为第六批全国重点文物保护单位。
中国西部科学院旧址曾作为重庆自然博物馆北碚陈列馆长期对外开放。随着重庆自然博物馆北碚陈列馆藏品全部迁往重庆自然博物馆新馆，北碚陈列馆的馆舍进行了维修改造。重庆自然博物馆计划将其作为中国西部科学院旧址陈列馆对外开放。